# Monofluoruro di cloro
Il monofluoruro di cloro è un composto interalogeno con la formula chimica ClF.
A temperatura ambiente si presenta come un gas incolore, ma quando viene raffreddato sotto i -100 °C condensa in un liquido giallo pallido. Mostra proprietà che sono intermedie tra quelle degli alogeni da cui deriva, Cl2 e F2.

## Reattività
Il fluoruro di cloro è un ottimo agente fluorurante perché converte metalli e non metalli nei loro fluoruri, come nel caso del tetrafluoruro di selenio o dell'esafluoruro di tungsteno, rilasciando cloro gassoso.
{\displaystyle {\ce {W + 6 ClF -> WF6 + 3 Cl2}}}
{\displaystyle {\ce {Se + 4 ClF -> SeF4 + 2 Cl2}}}
Il ClF può anche clorofluorurare dei composti aggiungendo loro legami covalenti o ossidandoli. Ad esempio aggiunge fluoro e cloro al monossido di carbonio formando il clorofluoruro di carbonile.
{\displaystyle {\ce {CO + ClF -> FCOCl}}}